# Fabio Ponsi
Fabio Ponsi (Pietrasanta, 12 febbraio 2001) è un calciatore italiano, difensore del Modena.

## Biografia
È il nipote di Gianfranco Dell'Innocenti e il cugino di Cesare Rickler, a loro volta calciatori.

## Caratteristiche tecniche
Terzino destro di spinta e dotato di resistenza fisica, abile tecnicamente, può essere impiegato anche sulla fascia sinistra e come centrale. È bravo nell'impostazione del gioco, oltre che in fase difensiva e nell'uno contro uno.

## Carriera

### Club
Cresciuto nel settore giovanile della Fiorentina, con cui ha vinto tre edizioni consecutive della Coppa Italia Primavera, il 20 luglio 2021 si trasferisce al Modena, con cui firma un triennale. Dopo aver conquistato la promozione in Serie B, il 21 marzo 2023 prolunga per un'altra stagione con i Canarini. Il 27 gennaio 2024 segna la prima rete tra i professionisti, in occasione della partita di campionato vinta per 3-0 contro il Parma.

### Nazionale
Ha giocato nelle nazionali giovanili italiane Under-17, Under-18, Under-19 ed Under-20.

## Statistiche

### Presenze e reti nei club
Statistiche aggiornate al 13 maggio 2025.
| Stagione        | Squadra         | Campionato      | Campionato | Campionato | Coppe nazionali | Coppe nazionali | Coppe nazionali | Coppe continentali | Coppe continentali | Coppe continentali | Altre coppe | Altre coppe | Altre coppe | Totale | Totale |
| Stagione        | Squadra         | Comp            | Pres       | Reti       | Comp            | Pres            | Reti            | Comp               | Pres               | Reti               | Comp        | Pres        | Reti        | Pres   | Reti   |
| --------------- | --------------- | --------------- | ---------- | ---------- | --------------- | --------------- | --------------- | ------------------ | ------------------ | ------------------ | ----------- | ----------- | ----------- | ------ | ------ |
| 2021-2022       | Modena          | C               | 23         | 0          | CI-C            | 1               | 0               | -                  | -                  | -                  | SC-C        | 0           | 0           | 24     | 0      |
| 2022-2023       | Modena          | B               | 25         | 0          | CI              | 1               | 0               | -                  | -                  | -                  | -           | -           | -           | 26     | 0      |
| 2023-2024       | Modena          | B               | 26         | 1          | CI              | 0               | 0               | -                  | -                  | -                  | -           | -           | -           | 26     | 1      |
| 2024-2025       | Modena          | B               | 5          | 0          | CI              | 0               | 0               | -                  | -                  | -                  | -           | -           | -           | 5      | 0      |
| Totale carriera | Totale carriera | Totale carriera | 79         | 1          |                 | 2               | 0               |                    | -                  | -                  |             | 0           | 0           | 81     | 1      |

## Palmarès

### Club

#### Competizioni nazionali
- Serie C: 1

Modena: 2021-2022 (girone B)
- Supercoppa Serie C: 1

Modena: 2022

#### Competizioni giovanili
- Coppa Italia Primavera: 3

Fiorentina: 2018-2019, 2019-2020, 2020-2021